# Fibroza
Fibróza ali zabrazgotínjenje je reaktivno ali reparacijsko razraščanje veziva. Gre za patološko obliko celjenja tkiva, pri katerem vezivo nadomešča normalno parenhimsko tkivo. Na začetku je lahko sprememba nema, pri napredovali fibrozi pa je prisotna znatna preureditev tkiva, ki vodi v trajno zabrazgotinjenje. Fibrozo lahko povzroči ponavljajoča se poškodba ali kronično vnetje, pri čemer pride v tkivu do prekomernega kopičenja sestavin zunajceličnega matriksa, kot je kolagen. Prizadene lahko številna tkiva oziroma organe v telesu, na primer pljuča (idiopatska pljučna fibroza, cistična fibroza …), srce (fibroza endokardija, fibroza miokardija), možgane, jetra (jetrna fibroza), ledvice itd.